# Acanthogobius flavimanus
Acanthogobius flavimanus és una espècie de peix de la família dels gòbids i de l'ordre dels perciformes.

## Morfologia
- Els mascles poden assolir 30 cm de longitud total.[1][2]

## Reproducció
És ovípar.

## Depredadors
A Corea és depredat per Lophius litulon i Sillago japonica, al Japó per Acanthogobius lactipes i Lateolabrax japonicus, a la Xina per Okamejei kenojei i als Estats Units per Triakis semifasciata.

## Hàbitat
És un peix de clima temperat i demersal.

## Distribució geogràfica
Es troba al Japó, Corea, Rússia (Sibèria), Austràlia, la Xina (incloent-hi Hong Kong), Mèxic, els Estats Units i el Vietnam.

## Observacions
És inofensiu per als humans i emprat en la medicina tradicional xinesa.